# 805 Hormuthia
805 Hormuthia è un asteroide della fascia principale del diametro medio di circa 66,94 km. Scoperto nel 1915, presenta un'orbita caratterizzata da un semiasse maggiore pari a 3,1907733 UA e da un'eccentricità di 0,1882456, inclinata di 15,72121° rispetto all'eclittica.
Il suo nome è in onore di Hormuth Kopff, moglie dell'astronomo tedesco August Kopff.